# 卡马拉萨
卡马拉萨，是西班牙加泰罗尼亚莱里达省的一个市镇。 总面积157平方公里，总人口876人（2001年），人口密度6人/平方公里。